# Жабенець (Александровський повіт)
Жабенець (пол. Żabieniec, нім. Schabnitz) — село в Польщі, у гміні Бондково Александровського повіту Куявсько-Поморського воєводства.
Населення — 120 осіб (2011).
У 1975-1998 роках село належало до Влоцлавського воєводства.

## Демографія
Демографічна структура станом на 31 березня 2011 року:
|          | Загалом | Допрацездатний вік | Працездатний вік | Постпрацездатний вік |
| -------- | ------- | ------------------ | ---------------- | -------------------- |
| Чоловіки | 64      | 8                  | 47               | 9                    |
| Жінки    | 56      | 11                 | 31               | 14                   |
| Разом    | 120     | 19                 | 78               | 23                   |